# Federación Peruana de Atletismo
La Federación Deportiva Peruana de Atletismo es la encargada de velar por el desarrollo de todas las disciplinas atléticas en el Perú. Fue fundada el 22 de noviembre de 1918 con el nombre de Federación Atlética Deportiva del Perú, siendo la segunda institución deportiva oficial que se constituyó en Sudamérica. El primer presidente fue Alfredo Benavides Diez-Canseco.
Su actual presidente es Gustavo Cárdenas Breu y tiene sus oficinas principales en la Villa Deportiva Nacional, en la ciudad de Lima, en el distrito de San Luis.

## Afiliaciones
Esta confederación está afiliada a las siguientes organizaciones internacionales:
- Asociación Internacional de Federaciones de Atletismo
- Confederación Sudamericana de Atletismo (CONSUDATLE)
- Asociación Panamericana de Atletismo
- Asociación Iberoamericana de Atletismo

## Enlaces
- Sitio web oficial
- Federación Peruana de Atletismo en X (antes Twitter)
- Federación Peruana de Atletismo en Facebook

- Datos: Q5857258